# Paris-Roubaix de 2003
A Paris-Roubaix 2003 disputou-se a 13 de abril desse ano sendo a 101.ª edição desta clássica ciclista. Foi vencida por Peter Van Petegem, que conseguiu nesse mesmo ano a Paris-Roubaix e o Volta à Flandres.

## Classificação final
| Posição | Ciclista           | Equipa                   | Tempo           |
| ------- | ------------------ | ------------------------ | --------------- |
| 1       | Peter Van Petegem  | Lotto-Domo               | 6 h 11 min 35 s |
| 2       | Dario Pieri        | Saeco Macchine per Caffè | 0 s             |
| 3       | Viatcheslav Ekimov | US Postal                | 0 s             |
| 4       | Marc Wauters       | Rabobank                 | 15 s            |
| 5       | Andrea Tafi        | Team CSC                 | 36 s            |
| 6       | Romāns Vainšteins  | Vini Caldirola-Sidermec  | 36 s            |
| 7       | Servais Knaven     | Quick Step-Davitamon     | 36 s            |
| 8       | Daniele Nardello   | Team Telekom             | 36 s            |
| 9       | Rolf Aldag         | Team Telekom             | 36 s            |
| 10      | Serguei Ivanov     | Fassa Bortolo            | 1 min 08 s      |